# James Matisoff
James Alan Matisoff, Boston 14 juli 1937, is een linguïst uit de Verenigde Staten en een autoriteit op het gebied van de Tibeto-Birmaanse talen en andere talen van het vasteland van Zuidoost-Azië.
Matisoff studeerde van 1954 tot 1959 aan de Harvard-universiteit en haalde zijn bachelor in Romaanse talen en literatuur in 1958 en zijn master in Franse literatuur in 1959. Hij heeft in 1960 en 1961 aan de International Christian University Japans gestudeerd, maar keerde naar Harvard terug om de studie linguïstiek op te pakken. Hij was daar over het linguïstiekprogramma niet tevreden en zette zijn studie aan de Universiteit van Californië - Berkeley voort, waar hij in 1967 promoveerde. Zijn proefschrift behandelde de grammatica van taal Lahu, dat in Yunnan, Thailand, Laos en Myanmar wordt gesproken.
Matisoff doceerde vier jaar aan de Columbia-universiteit, van 1966 tot 1969, en daarna tot zijn pensioen in 2001 in Berkeley. Hij startte in Berkeley het STEDT-project, dat staat voor Sino-Tibetan Etymological Dictionary and Thesaurus, een langdurig project met als doel een etymologisch woordenboek van de Sino-Tibetaanse talen te maken, dat binnen een semantisch kader was georganiseerd.